# Orphei Drängar

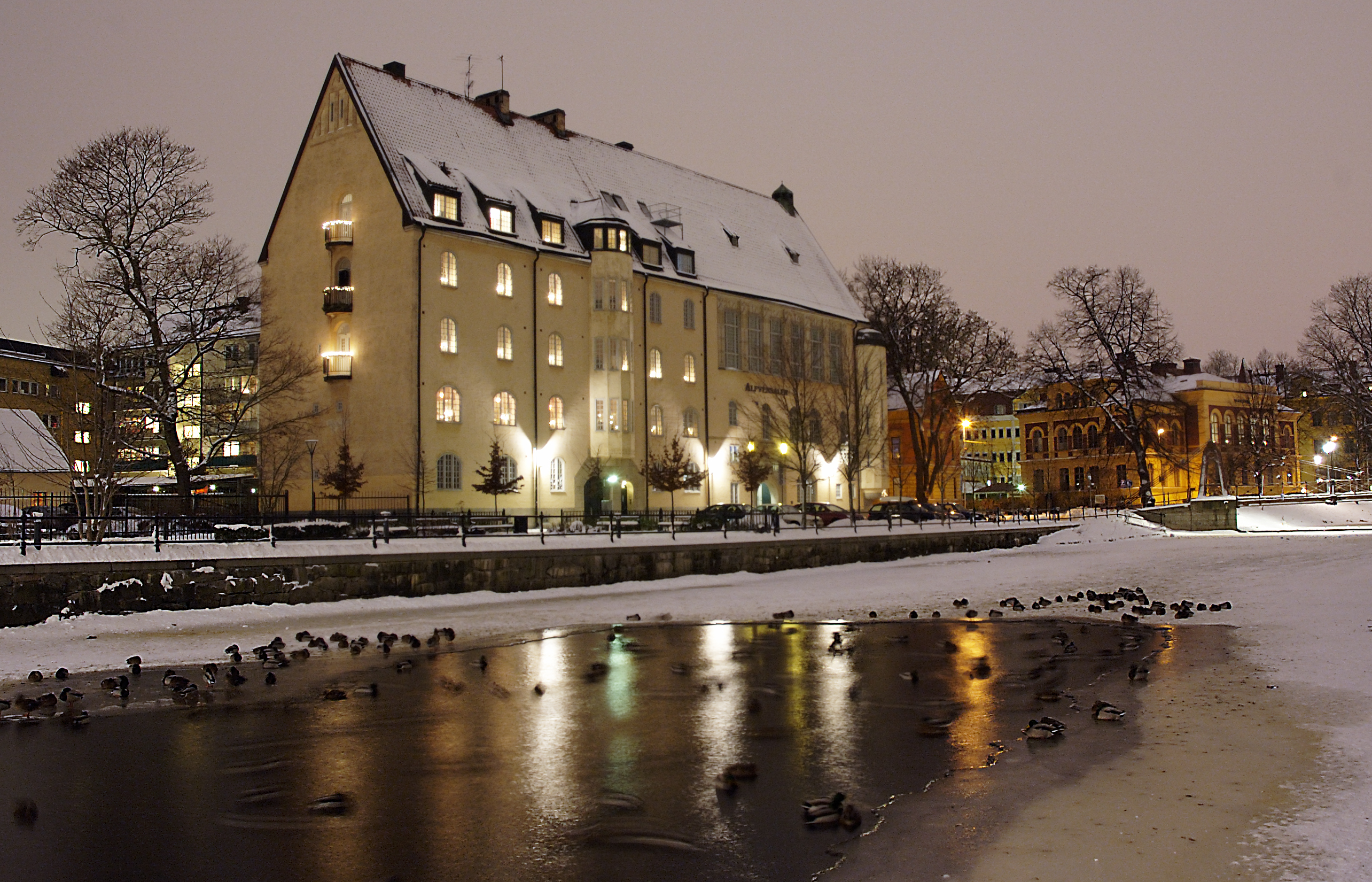
KFUM-borgen med Alfvénsalen vid Orphei Drängars plats, Uppsala.

Fotografi föreställande OD:s ”äldsta kvartett”, som bestod av Jonas Widén, Erik Gustaf Schram, Carl Rupert Nyblom, Oscar Arpi och Johan Gottfrid Wibelius.

Orphei Drängar (eller Sångsällskapet Orphei Drängar, ofta helt enkelt OD) är en svensk manskör och körsällskap grundad 1853 i Uppsala. Dess namn kommer från Fredmans epistel nummer 14, Hör, i Orphei Drängar av Carl Michael Bellman. OD:s dirigent sedan 2008 är Cecilia Rydinger.

## Kören och dess repertoar
OD är en manskör som består av 80 till 100 sångare. Dess repertoar sträcker sig från den traditionella nationalromantiken för manskör till beställningsverk av atonal musik, inkluderande många olika genrer såsom jazz, popcovers och klassisk musik, liksom modern konstmusik av samtida tonsättare från hela Östersjön som Veljo Tormis och Arvo Pärt.
Utöver sina egna produktioner, Caprice i december och Vårkonsert i april, bjuds OD regelbundet in att delta i konserter eller festivaler i Sverige och runt om i världen. OD samarbetar ofta med ledande svenska artister, som Barbara Hendricks, Malena Ernman, Anne Sofie von Otter och Peter Mattei. Totalt gör OD i snitt mer än 25 framträdanden per år. OD har spelat in 14 skivor sedan 1990-talet.
Kören leds regelbundet och ackompanjeras på piano av dess vice dirigent Folke Alin. Den sistnämnde genomförde OD:s förberedelser under repetitioner för samproduktionen av Œdipus rex av Igor Stravinskij av Festival international d'art lyrique d'Aix-en-Provence och Philharmonia Orchestra, som sattes upp av Peter Sellars under 2016.
I formella och ceremoniella sammanhang företräds OD i första hand av sin hederspresident. Bland OD:s tidigare hederspresidenter kan nämnas Nathan Söderblom, Sven G. Svenson och Hans Dalborg. Nuvarande hederspresident sedan 2023 är Henrik Dorsin.

## Historik
Kören bildades på kvällen den 30 oktober 1853 då ett dussintal sångarstudenter samlades vid Gamla Torget i centrala Uppsala. Nöjeslivet var vid denna tid något begränsat då Uppsala var en stängd stad på grund av koleraepidemin. En av sångerna som sjöngs den kvällen var Carl Michael Bellmans Hör I Orphei Drängar, som sedan blev lystringssång och upprinnelsen till den välbekanta kören och dess namn. Kören har också fått ge namn åt en adress i Uppsala, "Orphei Drängars plats". Ursprungligen stammar namnet från Orfeus, som fått representera musikkonsten och lyran inom den grekiska mytologin.
Under 1900-talet utvecklades Orphei Drängar till en framstående manskör, först under Hugo Alfvéns och senare under Eric Ericsons och Robert Sunds ledning. Den 6 maj 2008 valdes Cecilia Rydinger till ny dirigent, med Folke Alin som vice-dirigent. 2003 utnämndes OD till Årets kör.

## Caprice
OD:s mest kända konserter är Capricerna. Capricerna har sedan starten 1962 blivit en av Uppsalas mest befästa traditioner. Fem, oftast utsålda, föreställningar ges under helgen kring andra advent i aulan i universitetshuset i Uppsala. 
Avslöjandet av en eller flera hemliga gäster är en viktig del av showen. Föreställningarna är omgärdade av hemlighetsfullhet och varken innehåll eller gästartister avslöjas i förväg. 
| År   | Gästartister |
| ---- | --- |
| 1962 | Carl Achatz, Seve Ljungman, Ejnar Haglund, Sven-Erik Bäck |
| 1963 | Gösta Knutsson, Bo Sundblad, Sven Salén, Gunnar Hahn, Ejnar Haglund, Johannes Norrby |
| 1964 | Sven-Bertil Taube, Einar Ralf, Folke Rabe, Samuel Kinnman, Ejnar Haglund |
| 1965 | Björn Skärfstad, Rune Plyhm, Sten Broman, Carl Rune Larsson, Sigurd Björling |
| 1966 | Jan Johansson, Sonya Hedenbratt, Erik M. Yrgård, Rune Lindström, Folke Rabe, Jan Bark, Georg Riedel                                                                                         |
| 1967 | Dorothy Irving, Bengt Rundgren, Christer Solén, Hans Strååt, Anders Linder, Ingemar Hedenius (tvärflöjt!), Adam Taube, Christer Bladin, Carl Rune Larsson                                   |
| 1968 | Alice Babs, Kammarkören, Radiokören, Christer Bladin, Adam Taube, Åke Levén |
| 1969 | Monica Zetterlund, Rune Gustafssons trio |
| 1970 | Alfred Janson, Egil Johansen, Christer Bladin, Grynet Molvig |
| 1971 | Tommy Körberg, Margareta Jonth, Olle Andersson, Torgny T:son Segerstedt, Knis Karl Aronsson, Pål Olle, Bäska Droppar (Monica Dominique, Carl-Axel Dominique, Jojje Wadenius, Tommy Borgudd) |
| 1972 | Yngve Gamlin, Elisabeth Söderström, Uppsala Domkyrkas Gosskör, Jan Åke Hillerud, Rolf Leanderson, Ejnar Haglund                                                                             |
| 1973 | Martin Ljung, Birgit Nordin, Rolf Bengtson, Thore Jansson, Per-Olof Gillblad, Eje Kaufeldt, Knut Sönstevold, Richard Ringmar                                                                |
| 1974 | Suzanne Brenning, Freskkvartetten, Cecilia Pleijel, blåskvintett ur Kungliga Akademiska Kapellet                                                                                            |
| 1975 | Håkan Hagegård, Bengt Hallberg, Uppsala domkyrkas gosskör, Ernst-Hugo Järegård, Märta Schéle                                                                                                |
| 1976 | Povel Ramel, Södra Bergens Balalaikor |
| 1977 | Loa Falkman, Monica Nielsen |
| 1978 | Sylvia Lindenstrand, Hans Alfredson |
| 1979 | Östen Warnerbring, Norman Luboff, Karin Krogh, Egil Johansen |
| 1980 | Jonas Hallberg, Elisabeth Söderström |
| 1981 | Lena Nyman, Ragnar Ulfung |
| 1982 | Britt Marie Aruhn, Bengt Rundgren |
| 1983 | Tage Danielsson, Ingvar Wixell |
| 1984 | Lill Lindfors, Olle Adolphson, Li Wen |
| 1985 | Björn Skifs, Siv Wennberg |
| 1986 | Annika Skoglund, Jan-Olof Strandberg, Ove Lundin |
| 1987 | Gösta Ekman, Toots Thielemans, Andreas Alin, Johan Dielemans |
| 1988 | Margaretha Krook, Tommy Körberg |
| 1989 | Barbara Hendricks, Bengt Hallberg |
| 1990 | Sophisticated Ladies, Robert Broberg |
| 1991 | Brazz Brothers, Gunnel Bohman |
| 1992 | Christina Högman, Rolling Phones |
| 1993 | Göteborgs Symfoniker |
| 1994 | Putte Wickman, Ulla Skoog, Ivan Renliden |
| 1995 | Ale Möller, Lena Willemark, Christer Jansson, Stockholms Vocalis Ensemble |
| 1996 | Tua Åberg, After Shave |
| 1997 | Fredrik Lindström, Gunnar Idenstam, Anders Paulsson |
| 1998 | Elisabeth Berg, Mikael Samuelson |
| 1999 | Malena Ernman, Tomas von Brömssen |
| 2000 | Sångensemblen Amanda, Göteborg |
| 2001 | Peter Mattei, Helge Skoog, Lars-Erik Lidström |
| 2002 | Sissela Kyle, Väsen |
| 2003 | Anne Sofie von Otter, Bengt Forsberg, Martin Stenmarck, Bob Chilcott |
| 2004 | Cecilia Frode, Charlotte Hellekant |
| 2005 | Peter Carlsson & Blå Grodorna, Lise & Gertrud (Lise Hummel, Gertrud Stenung) |
| 2006 | Henrik Dorsin, Wille Crafoord |
| 2007 | Emma Vetter, Pia Johansson |
| 2008 | David Batra, Roger Pontare |
| 2009 | Svante Henryson, Martin Fröst, Johan Wester |
| 2010 | Maria Möller, Claes Malmberg |
| 2011 | Pernilla Andersson, Peter Jöback |
| 2012 | Henrik Dorsin, Ola Salo, Elin Rombo |
| 2013 | Petra Mede, Olle Persson |
| 2014 | Tobias Ringborg, Vanna Rosenberg, Michael Weinius |
| 2015 | Nils Landgren, Rachel Mohlin |
| 2016 | Karl Dyall, Jeanette Köhn, Rennie Mirro |
| 2017 | Andreas Nilsson, Helen Sjöholm, Inese Klotina |
| 2018 | Per Andersson, Rickard Söderberg |
| 2019 | Emma Molin, Thomas Di Leva |
| 2020 | Capricen inställd på grund av pandemi. |
| 2021 | Johan Glans, LaGaylia Frazier |
| 2022 | Shirley Clamp, Solala (Anders Gabrielsson, Jens Lindvall, Olle Bergel) |
| 2023 | Ola Forssmed, Hanna Husáhr |
| 2024 | Amanda Ginsburg, Johan Ulveson |

## Dirigenter
| Period    | Namn                                              |
| --------- | ------------------------------------------------- |
| 1853–1854 | Oscar Arpi                                        |
| 1854–1880 | Jacob Axel Josephson                              |
| 1880–1909 | Ivar Hedenblad                                    |
| 1909–1910 | Wilhelm Lundgren                                  |
| 1910–1947 | Hugo Alfvén                                       |
| 1947–1951 | Carl Godin                                        |
| 1951–1985 | Eric Ericson                                      |
| 1985–1991 | Eric Ericson och Robert Sund (delat dirigentskap) |
| 1991–2008 | Robert Sund                                       |
| 2008–     | Cecilia Rydinger                                  |

## Övriga framträdanden
OD ger varje år en vårkonsert i två föreställningar. Vårkonserten i Uppsala har då föregåtts av en kortare "vårkonsertturné" till några orter i Sverige. I början av juni ger kören en "serenadkonsert" med lättlyssnad, behaglig musik. På hösten, i september eller oktober företar OD oftast en turné utomlands. Dessutom framträder kören under året även i mer eller mindre officiella sammanhang som prisutdelningar, kongresser med mera.

## Diskografi (urval)
OD har skivkontrakt med BIS och har under åren gett ut ett flertal skivor.
- 1991 – Christmas Music
- 1992 – Oedipus Rex
- 1993 – OD sings Alfvén
- 1996 – The Singing Apes
- 1997 – Våren är kommen
- 1999 – Capricer med OD, del 1 (1964–1969)
- 2000 – Schubert: Male Choruses
- 2001 – Capricer med OD, del 2 (1970–1975)
- 2002 – Capricer med OD, del 3 (1976–1981)
- 2003 – Diamonds
- 2003 – Capricer med OD, del 4 (1982–1986)
- 2004 – Capricer med OD, del 5 (1987–1990)
- 2005 – OD Antiqua[4]
- 2006 – Sounds of Sund
- 2007 – Capricer med OD, del 6 (1991–1995)
- 2009 – Capricer med OD, del 7 (1996–1999)
- 2009 – Capricer med OD, del 8 (2000–2002)
- 2009 – Christmas Songs
- 2012 – Orphei Drängar
- 2012 – Curse Upon Iron
- 2013 – De Profundis
- 2016 – The Greatest Videogame Music III – Choral Edition, tillsammans med Myrra Malmberg, producerat av X5 Music Group[5]